# Natação nos Jogos Olímpicos de Verão da Juventude de 2014 - 4x100 m livres Rapazes
As provas de natação' da estafeta' 4x100 m livres de rapazes nos Jogos Olímpicos de Verão da Juventude de 2014 decorreram a 19 de Agosto de 2014 no natatório do Centro Olímpico de Desportos de Nanquim em Nanquim, China. O Ouro foi conquistado pela Grã-Bretanha, a Itália levou a Prata e a Alemanha ficou com o Bronze.

## Medalhistas
| Ouro   | GBR Grã-Bretanha |
| Prata  | ITA Itália       |
| Bronze | GER Alemanha     |

## Resultados da final
| Pos.              | Linha | Nadadores País                                                                      | Tempo total | Diferença |
| ----------------- | ----- | ----------------------------------------------------------------------------------- | ----------- | --------- |
| Medalha de ouro   | 6     | Duncan Scott Miles Munro Martyn Walton Luke Greenbank GBR Grã-Bretanha              | 3:21.19     |           |
| Medalha de prata  | 5     | Alessandro Bori Giacomo Carini Simone Sabbioni Nicolangelo di Fabio ITA Itália      | 3:22.29     | +1.10     |
| Medalha de bronze | 3     | Marek Ulrich Maximilian Pilger Damian Wierling Alexander Kunert GER Alemanha        | 3:22.93     | +1.74     |
| 4                 | 4     | Evgeny Rylov Aleksandr Sadovnikov Anton Chupkov Filipp Shopin RUS Rússia            | 3:25.01     | +3.82     |
| 5                 | 7     | Kyle Chalmers Nic Groenewald Grayson Bell Nicholas Brown AUS Austrália              | 3:26.50     | +5.31     |
| 6                 | 2     | Gonzalo Barbero Juan Pablo Sanchez Guillermo Gutierrez Marc Vivas Egea ESP Espanha  | 3:26.74     | +5.55     |
| 7                 | 8     | Patrick Mulcare Justin Wright Patrick Ransford Patrick Conaton USA Estados Unidos   | 3:28.75     | +7.56     |
| 8                 | 1     | Joshua Willem Steyn Christopher Reid Miklos Szurdoki Jarred Crous RSA África do Sul | 3:28.86     | +7.67     |